# Lhotshampa

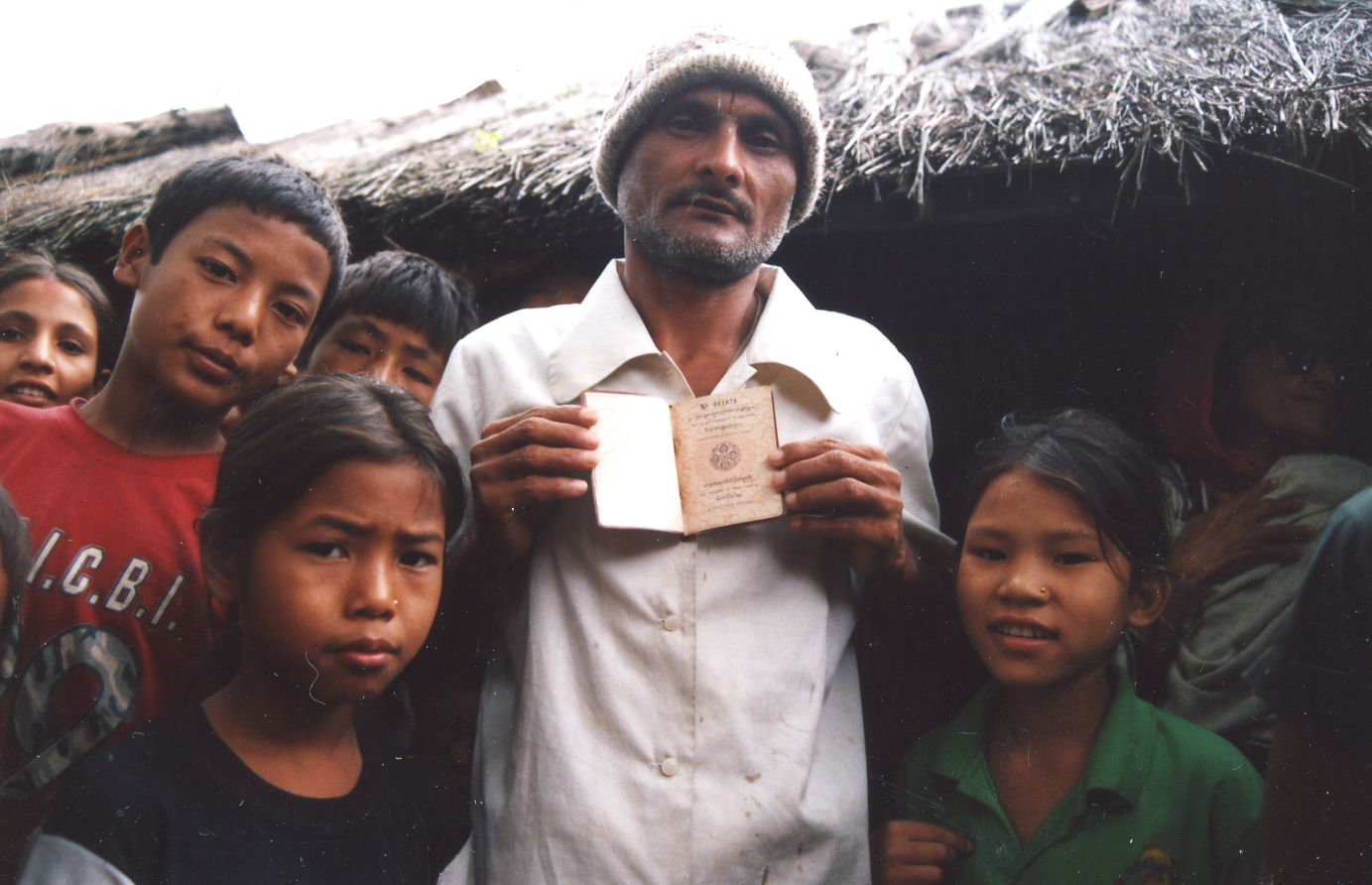
Uchodźcy Lhotshampa w Beldangi Camp

Lhotshampa lub Lhotsampa („południowi (ludzie)” w dzongkha) – lud zamieszkujący południowe oraz południowo-zachodnie regiony Bhutanu. W rzeczywistości są to Nepalczycy, którzy wyemigrowali z Nepalu do Bhutanu na przełomie XIX i XX wieku.

## Religia
Lhotshampa są wbrew pozorom bardzo zróżnicowaną religijnie grupą. Większość z nich wyznaje hinduizm. Inni jednak wraz z osiedleniem się w Bhutanie przyjęli buddyzm tybetański, a jeszcze inna grupa pozostała przy swojej tradycyjnej religii – animizmie. Jednakże hinduizm wywarł spory wpływ na wszystkie grupy, i nawet ci, którzy wyznają buddyzm tybetański, zachowali takie hinduskie tradycje jak np. wegetarianizm. Wszyscy Lhotshampa praktykują także święto Diwali.

## Historia
Nepalscy osadnicy od bardzo długiego czasu przechodzili przez bhutańską granicę, najczęściej w poszukiwaniu schronienia lub lepszych warunków do życia. Jednak po II wojnie światowej, w latach 50. XX wieku napływ Nepalczyków do Bhutanu znacznie wzrósł. W 1958 król Jigme Dorji Wangchuck zakazał wpuszczania ich na teren kraju z obawy przed „zalaniem” Bhutanu Nepalczykami (wszyscy, którzy wyemigrowali do Bhutanu przed 1958 mogli zostać tu legalnie). Ci jednak zaczęli dostawać się do Bhutanu dalej, tym razem nielegalnie, a ich liczba ciągle wzrastała. 
Pod koniec lat 80. XX wieku 100 tys. Lhotshampa zostało wydalonych poza granice Bhutanu pod pretekstem nielegalnego pobytu w nim. Jednak nie wszyscy z nich wrócili do Nepalu; spore ich grupy były zmuszone do mieszkania w obozach uchodźców w Indiach.
Do dziś w Bhutanie przebywa ponad 150 tys. Lhotshampa – stanowią około 28% całej populacji tego kraju.